# Clubul Sportiv de Fotbal Spartanii Sportul
Il Clubul Sportiv de Fotbal Spartanii Sportul è una società calcistica moldava con sede nella città di Chișinău (fino al 2024 la sede del club è stata Selemet). Milita nella Super Liga, la massima serie del campionato moldavo.

## Storia
Fondata nel 2011 col nome di Sparta Selemet, nel 2016 vince il campionato d terza serie moldavo, approdando alla serie cadetta. Rimane in seconda divisione fino al termine della stagione 2017, quando il club è costretto allo scioglimento societario per motivi economici.
Rifondato immediatamente l'anno successivo con la denominazione di Spartanii, il club riparte dalla terza serie, ottenendo un'immediata promozione in Divizia A.
Rimane nel secondo campionato nazionale fino al 2023, quando viene ammesso alla Super Liga complici le defezioni di Dinamo-Auto e Sfîntul Gheorghe. Alla vigilia della sua prima stagione nel massimo campionato moldavo, aggiunge sportul alla sua denominazione ufficiale.
Nel 2024, la società sposta la sua sede dalla nativa Selemet alla capitale Chișinău.

## Palmarès

### Competizioni nazionali
- Campionato moldavo di terza divisione: 1

2015-2016, 2018

### Altri piazzamenti
- Coppa di Moldavia:

Semifinalista: 2024-2025